# Den cubanske uafhængighedskrig
Den cubanske uafhængighedskrig (1895-1898) var den sidste af tre krige, som cubanerne udkæmpede mod Spanien. Den første var Tiårskrigen (1868-1878) og den anden Den lille krig (1879-1880). I krigens sidste måneder førte hændelser til Den spansk-amerikanske krig.